# دلي تنغو السفلي (مارغون)
دلي تنغو السفلی (بالفارسية: دلی تنگو سفلی) هي قرية تقع في إيران في قسم مارغون الريفي. يقدر عدد سكانها بـ 149 نسمة .